# Estación de Boñar
Boñar es una estación ferroviaria situada en el municipio español de Boñar en la provincia de León, comunidad autónoma de Castilla y León. Forma parte de la red de ancho métrico de Adif, operada por Renfe Operadora a través de su división comercial Renfe Cercanías AM. Está integrada dentro del núcleo de Cercanías León al pertenecer a la línea C-1f, que une la estación de León-Matallana con la estación de Cistierna. Algunos servicios se prolongan hasta la estación de Guardo-Apeadero. Cuenta también con servicios regionales de la línea R-4f, que comunican Léon con Bilbao. En 2021 la estación registró la entrada de 5 143 usuarios, correspondientes a los servicios de cercanías y regionales de Media Distancia.

## Situación ferroviaria
La estación se encuentra en el punto kilométrico 30,1 de la línea férrea de ancho métrico de Bilbao a La Robla y León (conocido como Ferrocarril de La Robla), entre los apeaderos de Barrio de las Ollas y La Losilla, a 968,86 metros de altitud. El kilometraje se corresponde con el del histórico trazado de La Robla a Bilbao, tomando la primera como punto de partida. El tramo es de vía única y no está electrificado. Según Adif, la denominación oficial de la línea a la que pertenece la estación es la 08-790 (Asunción Universidad-Aranguren).

## Historia
La estación forma parte de las originales de la línea, siendo abierta al tráfico el 12 de noviembre de 1892 con la puesta en marcha del tramo La Robla-Boñar de la línea que pretendía unir La Robla con Bilbao. La estación fue terminal de línea hasta el 20 de julio de 1893, en que se completó la línea hasta Cistierna. La línea fue oficialmente inaugurada el 11 de agosto de 1894 y La Robla y Bilbao quedaron definitivamente unidas sin transbordo en Valmaseda en 1902.
Las obras y la explotación inicial de la concesión corrieron a cargo de la Sociedad del Ferrocarril Hullero de La Robla a Valmaseda, S.A. (que a partir de 1905 pasó a denominarse Ferrocarriles de La Robla, S.A.). Durante 1928 se dotó a la estación de un andén para el uso de viajeros. En 1943 Se renovó con carril de 34 kg/m, los 9 200 m de carril de 23,5 kg/m situados entre las estaciones de La Ercina y Boñar. En 1953 se dotó de marquesina al edificio de viajeros de la estación.
En 1972, FEVE compró la compañía debido a la decadencia que padecía la línea, provocada por la falta de rentabilidad que sufrió la industria del carbón. Sin embargo, bajo el mandato de la empresa pública la explotación empeoró y la línea se cerró en 1991.
Esta medida no fue bien aceptada por los vecinos de las zonas afectadas que pidieron su reapertura. A partir de 1993, la línea comenzó a prestar servicio por tramos. En noviembre de 1993 se reabrió el tramo Matallana-Cistierna, alcanzando a Boñar. El 19 de mayo de 2003, merced a un acuerdo con el Gobierno de Castilla y León, se reanudó el tráfico de viajeros entre León y Bilbao.
El 1 de enero de 2013, se disolvió la empresa Feve en un intento del gobierno por unificar vía ancha y estrecha, encomendándose la titularidad de las instalaciones ferroviarias a Adif y la explotación de los servicios ferroviarios a Renfe Operadora, distinguiéndose la división comercial de Renfe Cercanías AM para los servicios de pasajeros y de Renfe Mercancías para los servicios de mercancías.

## La estación
La instalación se sitúa en el casco urbano de la población, en su extremo suroeste, próxima a la antigua fábrica de talcos. El edificio de viajeros presenta disposición lateral a la vía y está situado a la izquierda en kilometraje ascendente. Es una edificación de dos alturas, con escalera exterior para el acceso a la planta superior, al que se le ha anexado una amplia estructura en el costado de León. Frente al andén lateral circula la vía principal. El andén central da servicio a dicha vía principal y a una vía derivada. Existe una tercera vía (derivada) sin acceso a andenes. Por el costado de Bilbao la vía principal se bifurca  para conformar una nueva vía terminada en toperas, sin acceso a andenes. Un depósito de agua elevado y una antigua aguada para locomotoras a vapor completan las instalaciones.
En 2022 Adif anunció futuras actuaciones en la estación, consistentes en acondicionar andenes, supresión del bloqueo telefónico y automatización de la línea.

## Servicios ferroviarios

### Regionales
Los trenes regionales que realizan el recorrido León - Bilbao (línea R-4f) tienen parada en la estación. Su frecuencia es de 1 tren diario por sentido. En las estaciones en cursiva, la parada es discrecional, es decir, el tren se detiene si hay viajeros a bordo que quieran bajar o viajeros en la parada que manifiesten de forma inequívoca que quieren subir. Este sistema permite agilizar los tiempos de trayecto reduciendo paradas innecesarias.
Las conexiones ferroviarias entre Boñar y el resto de estaciones de la línea, para los trayectos regionales, se efectúan exclusivamente con composiciones de la serie 2700
| Línea | Origen/Destino   | Paradas intermedias | Destino/Origen |
| ----- | ---------------- | --- | -------------- |
|       | Bilbao Concordia | Amézola · Basurto Hospital · Zorroza-Zorrozgoiti · Iráuregui · Zaramillo · Sodupe · Aranguren · Aranguren-Apeadero · Zalla · Valmaseda · Arla-Berrón · Ungo-Nava · Mercadillo · Cadagua · Bercedo-Montija · Quintana · Espinosa de los Monteros · Redondo · Sotoscueva · Pedrosa · Dosante Cidad · Robredo Ahedo · Soncillo · Cabañas de Virtus · Arija · Llano · Las Rozas de Valdearroyo · Montes Claros · Los Carabeos · Mataporquera · Cillamayor · Salinas de Pisuerga · Vado-Cervera · Castrejón de la Peña · Villaverde-Tarilonte · Santibáñez de la Peña · Guardo-Apeadero · Guardo · La Espina · Valcuende · Puente Almuhey · Cerezal de la Guzpeña · Prado de la Guzpeña · La Llama de la Guzpeña · Valle de las Casas · Sorriba · Cistierna · La Ercina · Boñar · La Vecilla · Matallana · San Feliz · Asunción/Universidad · Ventas/San Mamés | León-Matallana |

### Cercanías
Forma parte de la línea C-1f (León - Cistierna) de Cercanías León. Las circulaciones que prestan servicio a esta estación son las que realizan el recorrido hasta Cistierna efectuando parada en todas las estaciones del recorrido. La frecuencia que presenta es de 6 trenes diarios por sentido, tanto los días laborables como los sábados y festivos. Algunos servicios prolongan el recorrido desde León hasta Guardo-Apeadero.
Las conexiones ferroviarias entre Boñar y el resto de estaciones de la línea, para los trayectos de cercanías, se efectúan con composiciones serie 2700 y de la serie 2600.
| procedencia/destino | < estación          | Línea | estación > | destino/procedencia |
| ------------------- | ------------------- | ----- | ---------- | ------------------- |
| León-Matallana      | Barrio de las Ollas |       | La Losilla | Guardo-Apeadero     |